# Mignon Anderson
Mignon Anderson, nata Mignon Estelle Anderson (Baltimora, 31 marzo 1892 – Burbank, 25 febbraio 1983), è stata un'attrice statunitense.

## Biografia
Mignon Anderson era una delle tre figlie di Hallie Howard e di Frank Anderson, entrambi attori di rivista, tanto che già a sei mesi apparve in palcoscenico tra le braccia di Margaret Mather, una nota attrice shakespeariana. Studiò a New York City e fece anche la modella di abiti. In tale occasione fu notata nel 1910 da Edwin Thanhouser, proprietario della casa di produzione cinematografia Thanhouser Company, che volle ingaggiarla, sperando di fare di lei una seconda Mary Pickford.
Nel 1913 Mignon Anderson si legò con Val Hush, un attore della produzione, poi si fidanzò con un altro attore della Thanhouser, Irving Cummings. Il loro rapporto però si ruppe prima che il loro matrimonio, previsto per il giugno del 1914, potesse aver luogo, avendo i genitori di lui scoperto che Mignon era cristiana e, i genitori di Mignon, avendo saputo che Cummings era ebreo.
Dopo la scomparsa di suo padre, avvenuta nel settembre del 1914, Mignon si trasferì con la madre a New Rochelle, vicino agli studi della Thanhouser, e il 16 aprile 1915 sposò l'attore J. Morris Foster. La cerimonia fu tenuta nella sua casa e con pochi invitati, essendo gli Anderson ancora in lutto, e poi la coppia partì in viaggio di nozze in Florida. I due non ebbero figli e il matrimonio durò fino alla morte di Foster, avvenuta il 24 aprile 1966.
Nel 1916 lasciò insieme al marito la Thanhouser Company per recitare con la Ivan Productions, per la quale interpretò da protagonista due film, Her Husband's Wife e The City of Illusion. Nel 1917 passò alla Universal Pictures, per la quale interpretò nove film, tra i quali The Hunted Man e A Young Patriot, per divenire dal 1918 attrice indipendente, così da diradare gli impegni cinematografici e poter recitare anche in teatro con il marito. Nel 1922 interpretò l'ultimo dei suoi 141 film (in grande maggioranza cortometraggi), Kisses, di Maxwell Karger, con Alice Lake ed Harry Myers.
Mignon Anderson morì novantenne nel 1983 a Burbank, in California, e fu sepolta accanto al marito nel Forest Lawn Memorial Park di Hollywood.

## Filmografia parziale
- The Winter's Tale (1910)

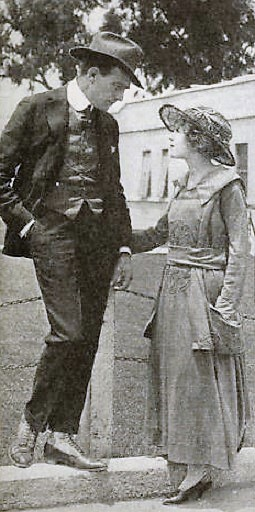
Con il marito Morris Foster nel 1917

- David Copperfield, regia di George O. Nichols[1] - cortometraggio (1911)
- Silas Marner - cortometraggio (1911)
- Dora Thorne (1912)
- The Star of the Side Show (1912)
- King René's Daughter (1913)
- Sherlock Holmes Solves the Sign of the Four (1913)
- Little Dorrit (1913)
- The Evidence of the Film (1913)
- The Golden Cross (1914)
- From the Flames (1914)
- The Hunted Man, regia di Donald MacDonald - cortometraggio (1915)
- The Woman in Politics (1916)
- The Circus of Life, regia di Rupert Julian e Elsie Jane Wilson (1917)
- A Wife on Trial (1917)
- The Master Spy (1917)
- The Claim, regia di Frank Reicher (1918)
- The Shooting Party
- The Secret Peril
- The Midnight Stage
- Marry My Wife, regia di Eddie Lyons, Lee Moran - cortometraggio (1919)
- Blind Man's Eyes, regia di John Ince (1919)
- The House of Intrigue (1919)
- King Spruce
- Mountain Madness
- The Heart of a Woman (1920)
- Cupid's Brand (1921)
- Kisses, regia di Maxwell Karger  (1922)